# Israel Motato
Israel Motato (Caicedonia, Valle del Cauca, 24 de abril de 1922 – Caicedonia, Valle del Cauca, 15 de abril de 2005) fue un compositor colombiano, pionero de la música de carrilera y la guasca. Considerado uno de los padres fundadores del sonido popular colombiano, fue autor de más de 300 canciones grabadas por intérpretes destacados, así como promotor y descubridor de nuevos talentos, entre ellos las Hermanitas Calle.

## Biografía
Israel Motato nació el 24 de abril de 1922 en Caicedonia, Valle del Cauca. Desde muy joven mostró inclinación por la poesía y la composición musical. Su primera canción, el pasillo Ocúltame esos ojos, fue escrita incluso antes de que aprendiera a leer y escribir, con la ayuda de un trabajador de la finca de su familia. Esta obra fue luego popularizada por el cantante argentino Antonio Tormo.
En 1965 descubrió y apadrinó a las Hermanitas Calle, un dúo femenino originario de Ciudad Bolívar (Antioquia), que entonces residía en Caicedonia. Tras escucharlas en una emisora local, gestionó su traslado a Bogotá, donde grabaron su primer sencillo con el sello Ráfalo, titulado El lechero, de su autoría. Motato también definió la conformación definitiva del dúo, al sugerir que Fabiola Calle reemplazara a Inés, hermana menor de Nelly Calle. Entre los éxitos que compuso para ellas figuran Quemé tus cartas, Sirva trago cantinero, Carta mentirosa, Gaviota sin nido e Ingrata gaviota.
Además de compositor, Motato fue promotor artístico y productor. En la década de 1970 impulsó las carreras de numerosos intérpretes del género popular, como los Hermanos Palacios, las Hermanas Naranjo, las Hermanitas Lago, Anita Rodríguez, el Dueto Imperial, las Estrellitas del Valle y el Dueto Los Cordiales, entre otros. Entre sus composiciones más destacadas están Preso por dinero, que lanzó a la fama a Luis Alberto Posada, y El guerrillero, que impulsó a El Charrito Negro.
También creó el dueto infantil Las Colombianitas, integrado por sus hijas Euniris y Elenid Motato, quienes grabaron un LP para Discos Fuentes con temas de su padre y de su hermano, Farley Motato. Este trabajo alcanzó notoriedad especialmente en México, país donde su música aún se escucha con frecuencia.
Compuso más de 15.000 canciones según su familia, aunque solo unas 300 fueron grabadas. Muchas otras permanecen inéditas. Falleció en su natal Caicedonia el 15 de abril de 2005, pocos días antes de cumplir 83 años.

## Composiciones destacadas
- Ocúltame esos ojos
- El lechero
- Quemé tus cartas
- Carta mentirosa
- Sirva trago cantinero
- Gaviota sin nido
- Preso por dinero
- El guerrillero
- Constelación
- No me digas que te vas
- Larga espera
- Adiós, adiós
- Condena de amor
- La espina
- La torcaza
- La callejera
- Por una palmada
- La burra de Motato

## Legado
Israel Motato es reconocido como uno de los grandes forjadores del sonido popular colombiano. Su labor como cazatalentos, compositor y promotor artístico dejó una huella indeleble en la música campesina y de despecho del país. Sus obras siguen siendo interpretadas y grabadas por nuevas generaciones de músicos populares.